# Horten H VI
L'Horten H VI, indicato anche come Horten Ho VI e Horten Ho 253 in base alle convenzioni di designazione Reichsluftfahrtministerium, era un aliante ad alte prestazioni da alta quota progettato e realizzato in piccola serie dai fratelli Reimar e Walter Horten nei primi anni quaranta.
Ulteriore sviluppo del precedente Horten H IV era caratterizzato, come tutta la loro produzione, dalla configurazione tuttala ottimizzandone le caratteristiche per l'alta quota e conservando il posto di pilotaggio in posizione semi-prona per migliorare la penetrazione aerodinamica del velivolo rispetto ai modelli convenzionali.